# ガッリカーノ・ネル・ラーツィオ
ガッリカーノ・ネル・ラーツィオ（伊: Gallicano nel Lazio）は、イタリア共和国ラツィオ州ローマ県にある、人口約6,500人の基礎自治体（コムーネ）。

## 地理

### 位置・広がり
ローマ県東部のコムーネ。ローマからの距離は約25kmである。

#### 隣接コムーネ
隣接するコムーネは以下の通り。
- パレストリーナ
- ローマ
- ザガローロ

### 気候分類・地震分類
ガッリカーノ・ネル・ラーツィオにおけるイタリアの気候分類 (it) および度日は、zona D, 1659 GGである。
また、イタリアの地震リスク階級 (it) では、zona 2B (sismicità media) に分類される。

## 行政

### 山岳部共同体
広域行政組織である山岳部共同体 Comunità montana Castelli Romani e Prenestini  (it) に属する。